# Lygodactylus ornatus
Espèce
Statut de conservation UICN

 EN B1ab(iii) : En danger
Lygodactylus ornatus est une espèce de geckos de la famille des Gekkonidae.

## Répartition
Cette espèce est endémique de Madagascar. Elle se rencontre sur le mont Mandritsara.

## Publication originale
- Pasteur, 1965 "1964" : Notes préliminaires sur les lygodactyles (gekkonidés). IV. Diagnoses de quelques formes africaines et malgaches. Bulletin du Museum National d'Histoire Naturelle, Paris, vol. 36, p. 311-314.